# Psychotria tonsa
Psychotria tonsa är en måreväxtart som först beskrevs av Adelbert von Chamisso och Diederich Franz Leonhard von Schlechtendal, och fick sitt nu gällande namn av Ined.. Psychotria tonsa ingår i släktet Psychotria och familjen måreväxter. Inga underarter finns listade i Catalogue of Life.